# Эмс-канал
Эмс-канал (нидерл. Eemskanaal) — канал на севере Нидерландов, связывает города Гронинген (каналы Винсхотердип и Ван-Старкенборг) и Делфзейл, расположенный в эстуарии реки Эмс.
Длина 26,5 км, ширина 60 м. Канал используется для грузовых перевозок, для отвода речных вод северо-востока провинции Дренте (бассейны рек Хунзе и Дрентсе-А), а также из муниципалитета Хогезанд-Саппемер.

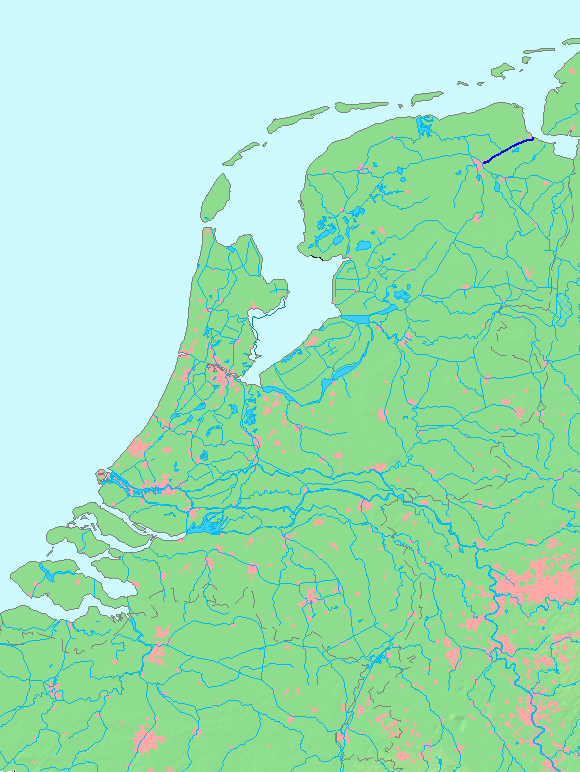

Канал строился в 1866—1876 годы. В 1963 году был реконструирован и расширен. В 1958 году параллельно первому был проложен второй, более прямой и широкий канал. С тех пор все грузы пошли по нему, а старый канал был закрыт для навигации и используется лишь для отвода речных вод. В 1993—1995 годы в связи с проседанием грунта, была проведена очередная реконструкция канала. Были проведены работы по укреплению берегов и углублению дна.
Изначально через канал было переброшено 16 мостов, сегодня осталось всего 6.